# Ollainville (Essonne)
Pour les articles homonymes, voir Ollainville.
Ollainville (prononcé [ɔlɛ̃vil] ) est une commune française située à trente-deux kilomètres au sud-ouest de Paris dans le département de l'Essonne en région Île-de-France.
Ses habitants sont appelés les Ollainvillois.

## Géographie

### Situation
| Type d’occupation           | Pourcentage | Superficie (en hectares) |
| --------------------------- | ----------- | ------------------------ |
| Espace urbain construit     | 22,5 %      | 257,48                   |
| Espace urbain non construit | 5,5 %       | 62,35                    |
| Espace rural                | 72,0 %      | 823,05                   |
| Source : Iaurif             |             |                          |

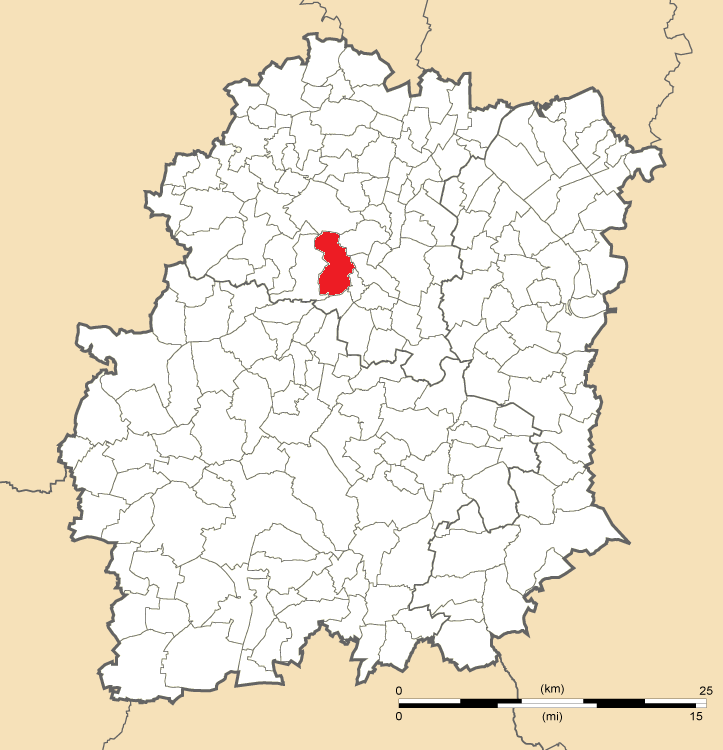
Position d’Ollainville en Essonne.

Ollainville est située dans la grande agglomération parisienne au cœur du département de l’Essonne et de la région naturelle du Hurepoix.
Ollainville est située à trente-deux kilomètres au sud-ouest de Paris-Notre-Dame, point zéro des routes de France, dix-sept kilomètres au sud-ouest d'Évry, quatorze kilomètres au sud de Palaiseau, deux kilomètres à l'ouest d'Arpajon, sept kilomètres au sud-ouest de Montlhéry, quinze kilomètres au nord-ouest de La Ferté-Alais, dix-sept kilomètres au nord-est de Dourdan, dix-huit kilomètres au nord-est d'Étampes, dix-neuf kilomètres au sud-ouest de Corbeil-Essonnes, vingt-huit kilomètres au nord-ouest de Milly-la-Forêt. Elle est par ailleurs située à deux cent soixante-sept kilomètres au nord-ouest d'Ollainville dans les Vosges.

### Hydrographie

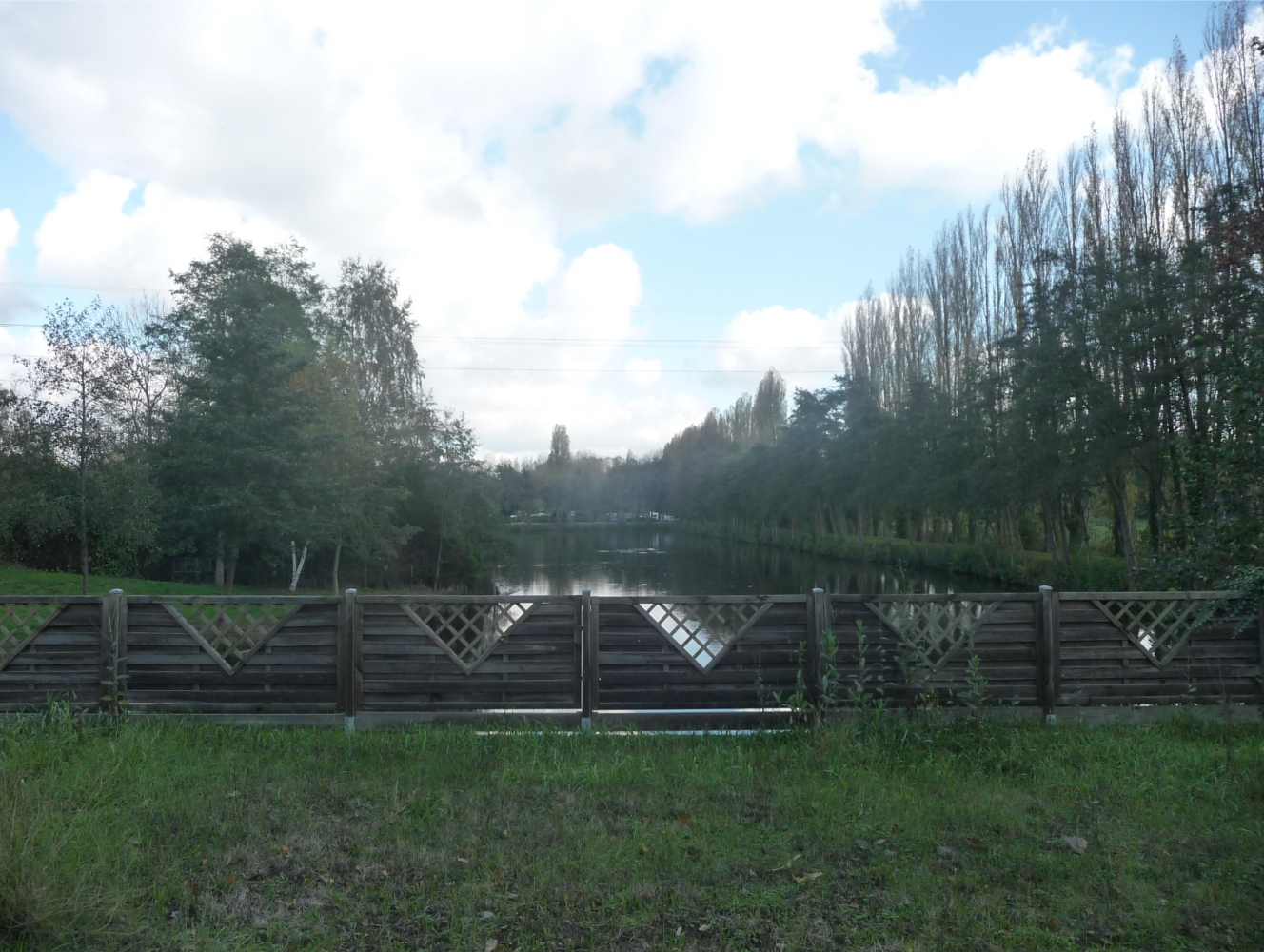
L'étang d'Ollainville.

Les cours d'eau d'Ollainville dépendent dans l'ordre de l'Agence de l'eau Seine-Normandie, du SAGE Orge-Yvette, du Sivoa et du Sivso.
Ollainville est traversée par cinq cours d'eau : l'Orge, la Rémarde, la Boëlle, le ruisseau du Rué, la Villange.
La Villange est le nouveau nom donné à une tranchée drainant le plateau intermédiaire de La Roche, anciennement nommée la Vidange (ou grande Vidange) jusqu'en 2012 où elle a été rebaptisée en conseil municipal. Cette appellation « pratique » est à rapprocher du Rué à Ollainville et du ruisseau du Bel-Égout à Montlhéry.
Le ruisseau du Rué est un pléonasme, le Rué ou Ru ou rupt désignant un ruisseau dans nombre d'endroits (Mort Ru à Montlhéry).
On y trouve un étang privé ainsi que de multiples mares.
Les terres du quadrant nord-est des étangs de Trévoix (dits étangs d'Ollainville) sont sur la commune : le moulin de Trévoix, l'aire d'accueil du site, hors berges et roselières. L’accès principal se fait par le centre d'Ollainville.
Les étangs de Trévoix font vingt-six hectares. Ils ne se situent pas sur la commune d'Ollainville mais sur celle attenante de Bruyères-le-Châtel en limite des communes d'Égly, de Breuillet. Il est resté sauvage et abrite des roselières et de nombreuses espèces d’oiseaux. Les aménagements autour du bassin sont restés faibles afin de ne pas perturber une faune et une flore fragiles.
La forêt présente sur quelques bois, mais principalement sur le terrain militaire (plateau médian et côtes) représente 30 % de la surface agricole.

### Relief et géologie
Ollainville montre une succession de trois étages de plateaux.
L'Orge occupe une petite plaine alluviale en bas de la commune. Elle est occupée par des prés, des étangs (anciennes gravières), d'anciennes friches industrielles reconverties. Le point bas est à cinquante-deux mètres d'altitude. Le versant recèle des marnes et argiles vertes de l'écocène supérieur.
L'étage intermédiaire à quatre-vingt-dix mètres d'altitude est un plateau occupé par le centre ville, des cultures et une partie du camp militaire. La qualité du sol en est variable et permet selon les endroits de cultiver des céréales ou de faire du maraichage (terre légère sur certaines parcelles de la Roche). La meulière et le grès y sont présents par banc plus ou moins près sous la couche de terre arable, l'argile y est très présente en formations argileuse de Meulière de Montmorency. La meulière a été exploitée pour la fabrication de meules à Maison Rouge. À d'autres endroits, on trouve grès et sables de Fontainebleau ou de Breuillet (Yprésien) en limite ouest.
Le plateau supérieur est au niveau de la Beauce (Bassin parisien). Il est occupé par l'autodrome et par les cultures autour de la ferme de Couard. Il culmine à cent soixante-sept mètres et est constitué de limon des plateaux.

### Climat
Pour des articles plus généraux, voir Climat de l'Île-de-France et Climat de l'Essonne.
En 2010, le climat de la commune est de type climat océanique dégradé des plaines du Centre et du Nord, selon une étude du CNRS s'appuyant sur une série de données couvrant la période 1971-2000. En 2020, Météo-France publie une typologie des climats de la France métropolitaine dans laquelle la commune est exposée à un climat océanique altéré et est dans la région climatique  Sud-ouest du bassin Parisien, caractérisée par une faible pluviométrie, notamment au printemps (120 à 150 mm) et un hiver froid (3,5 °C). 
Pour la période 1971-2000, la température annuelle moyenne est de 11,4 °C, avec une amplitude thermique annuelle de 15,2 °C. Le cumul annuel moyen de précipitations est de 680 mm, avec 11,5 jours de précipitations en janvier et 7,7 jours en juillet. Pour la période 1991-2020, la température moyenne annuelle observée sur la station météorologique la plus proche, située sur la commune de Fontenay-lès-Briis à 6 km à vol d'oiseau, est de 11,6 °C et le cumul annuel moyen de précipitations est de 696,0 mm,. Pour l'avenir, les paramètres climatiques de la commune estimés pour 2050 selon différents scénarios d'émission de gaz à effet de serre sont consultables sur un site dédié publié par Météo-France en novembre 2022.

### Voies de communication et transports

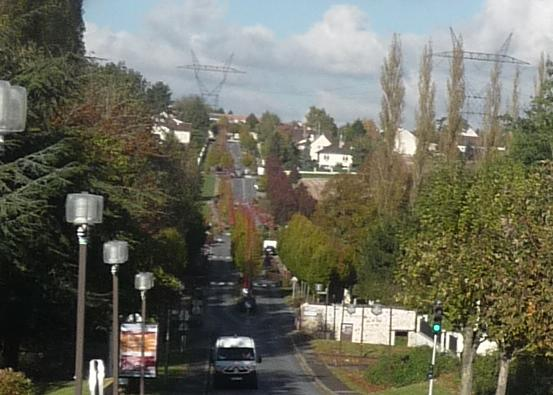
L'avenue d'Égly.

Le quartier de la Roche est desservi par la ligne de bus DM 26

### Lieux-dits, écarts et quartiers
La ferme de Couard, toujours sur la commune d'Ollainville en est maintenant séparée de fait par l'extension de l'autodrome de Linas-Montlhéry et par la garnison du camp militaire de Linas-Montlhéry. On y accède par le centre de Marcoussis.
- Écoquartier des Belles Vues

## Urbanisme

### Typologie
Au 1er janvier 2024, Ollainville est catégorisée ceinture urbaine, selon la nouvelle grille communale de densité à sept niveaux définie par l'Insee en 2022.
Elle appartient à l'unité urbaine de Paris, une agglomération inter-départementale regroupant 407  communes, dont elle est une commune de la banlieue,,. Par ailleurs la commune fait partie de l'aire d'attraction de Paris, dont elle est une commune de la couronne,. Cette aire regroupe 1 929 communes,.

## Toponymie
La commune fut créée en 1793 avec son nom actuel.

## Histoire

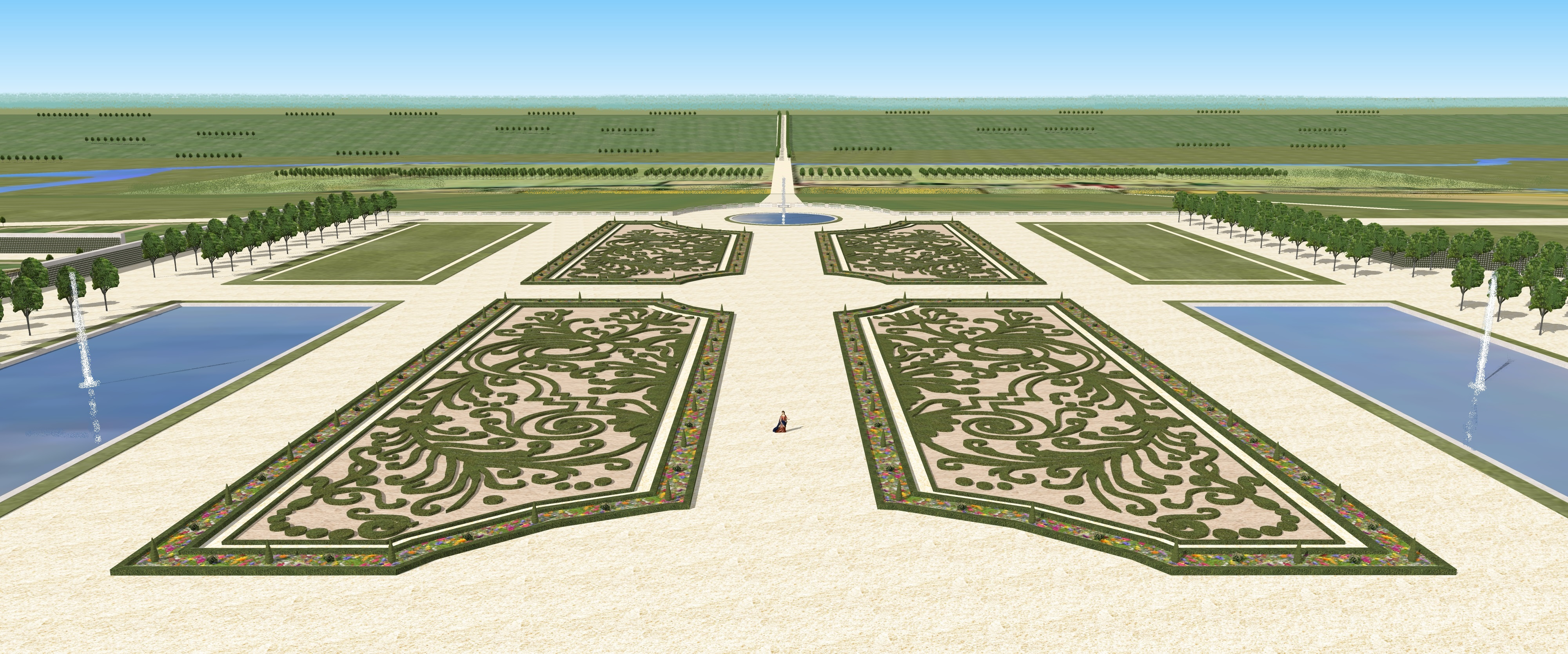
Restitution de la vue sur le grand parterre du château d'Ollainville, XVIIIe siècle.

La première occupation date du néolithique, autant dans le bas que vers La Roche. Vers 2010, on recueillait encore quelques témoignages de personnes ayant trouvé dans les jardins, des silex taillés, par exemple en pointe de flèche. La « voie romaine » en limite du camp, ou la Maison Rouge, pourraient être rattachés à cette époque. Au XIVe siècle, Ollainville et la Roche n'étaient que des hameaux de Bruyères-le-Châtel. Au début du XVe siècle, Ollainville appartenait à Jean de Montagu, seigneur de Marcoussis et de Châtres (ancien nom d'Arpajon), grand argentier du roi Charles VI. En 1564, Jehan de la Rochette échange avec Jehan de Baillon la terre d'Ollainville contre des rentes. De la même façon, en 1570, la seigneurie d'Ollainville est divisée entre René du Gast et Benoit Millon. Benoît Milon, président des Comptes retrouve l'ensemble et le vend sa terre à Henri III qui vint y résider souvent. En 1585, ce dernier donne cette terre à sa femme Louise de Vaudémont, duchesse d'Angoulême, et en 1596, la terre d'Ollainville par Henri IV est donnée à la duchesse de Bar, sa sœur.

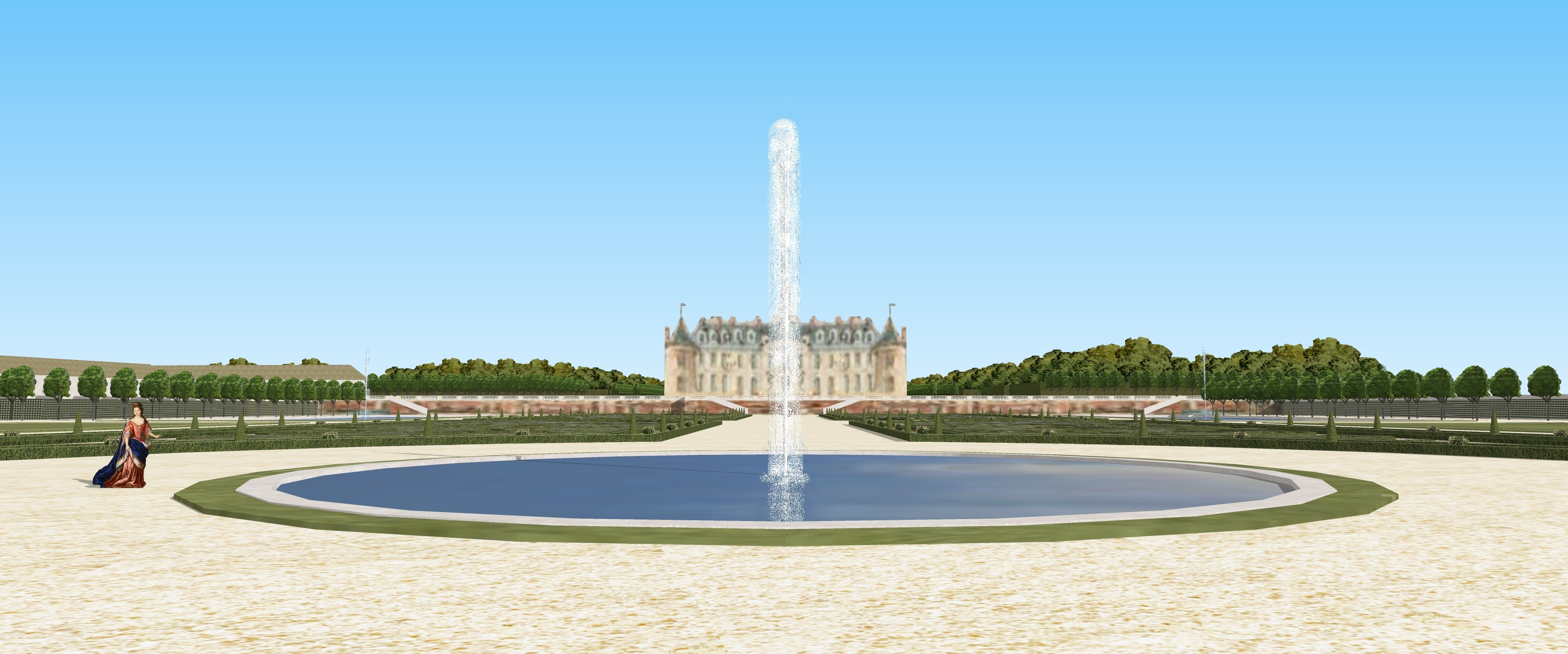
Le château d'Ollainville au milieu du XVIIIe siècle (avant les agrandissements).

En 1735, la seigneurie appartient à Charles du Monceau de Nolant qui la vend à la duchesse de Lauzun, puis elle passe à Boucau, receveur de la ville de Paris. Ollainville possédait un château remarquable, démoli en 1835. Le maréchal de Castries parait y avoir résidé.
Le château actuel est construit à partir de 1853 par un bourgeois du village et est de style « néo-Louis XIII ». Il est racheté en 1948 par l'Éducation nationale, qui y abrite l'ÉREA (établissement régional d'enseignement adapté) d'Ollainville.
Au XXe siècle, Ollainville se composait d'un chef-lieu et des hameaux et écarts de la Roche, Baillot, Bel-Air, Couard, Moulin Neuf, Moulin de la Bête, Trevoyes et le Rué. Le centre du bourg et le hameau de la Roche possèdent de vieilles maisons en bon état. Les étangs aménagés, les rives de l'Orge et de la Rémarde sont autant de promenades remarquables.

### Les Hospitaliers
Le membre de Bison, dans le ressort Ollainville, était une dépendance de la commanderie du Déluge des Hospitaliers de l'ordre de Saint-Jean de Jérusalem. Elle était la propriété de Ferdinand Mercadek de Rohan, archevêque de Bordeaux et seigneur Ollainville qui la vendit aux Hospitaliers. Elle comprenait 183 Arpents de terre.

## Population et société

### Démographie

#### Évolution démographique
L'évolution du nombre d'habitants est connue à travers les recensements de la population effectués dans la commune depuis 1793. Pour les communes de moins de 10 000 habitants, une enquête de recensement portant sur toute la population est réalisée tous les cinq ans, les populations de référence des années intermédiaires étant quant à elles estimées par interpolation ou extrapolation. Pour la commune, le premier recensement exhaustif entrant dans le cadre du nouveau dispositif a été réalisé en 2008.

En 2022, la commune comptait 5 361 habitants, en évolution de +13,29 % par rapport à 2016 (Essonne : +2,89 %, France hors Mayotte : +2,11 %).
| 1793 | 1800 | 1806 | 1821 | 1831 | 1836 | 1841 | 1846 | 1851 |
| ---- | ---- | ---- | ---- | ---- | ---- | ---- | ---- | ---- |
| 550  | 496  | 510  | 473  | 475  | 503  | 498  | 497  | 504  |

| 1856 | 1861 | 1866 | 1872 | 1876 | 1881 | 1886 | 1891 | 1896 |
| ---- | ---- | ---- | ---- | ---- | ---- | ---- | ---- | ---- |
| 498  | 528  | 515  | 514  | 542  | 501  | 488  | 477  | 485  |

| 1901 | 1906 | 1911 | 1921 | 1926 | 1931 | 1936 | 1946 | 1954 |
| ---- | ---- | ---- | ---- | ---- | ---- | ---- | ---- | ---- |
| 483  | 443  | 488  | 463  | 560  | 592  | 651  | 701  | 947  |

| 1962  | 1968  | 1975  | 1982  | 1990  | 1999  | 2006  | 2008  | 2013  |
| ----- | ----- | ----- | ----- | ----- | ----- | ----- | ----- | ----- |
| 1 082 | 1 393 | 1 876 | 2 603 | 3 555 | 3 896 | 4 570 | 4 561 | 4 665 |

| 2018  | 2022  | - | - | - | - | - | - | - |
| ----- | ----- | - | - | - | - | - | - | - |
| 4 712 | 5 361 | - | - | - | - | - | - | - |

#### Pyramide des âges
En 2018, le taux de personnes d'un âge inférieur à 30 ans s'élève à 40,5 %, soit au-dessus de la moyenne départementale (39,9 %). À l'inverse, le taux de personnes d'âge supérieur à 60 ans est de 18,0 % la même année, alors qu'il est de 20,1 % au niveau départemental.
En 2018, la commune comptait 2 426 hommes pour 2 286 femmes, soit un taux de 51,49 % d'hommes, largement supérieur au taux départemental (48,98 %).
Les pyramides des âges de la commune et du département s'établissent comme suit.
| Hommes | Classe d’âge | Femmes |
| ------ | ------------ | ------ |
| 0,2    | 90 ou +      | 0,4    |
| 5,1    | 75-89 ans    | 6,3    |
| 11,2   | 60-74 ans    | 12,8   |
| 20,0   | 45-59 ans    | 21,3   |
| 20,8   | 30-44 ans    | 21,1   |
| 21,0   | 15-29 ans    | 17,5   |
| 21,7   | 0-14 ans     | 20,6   |

| Hommes | Classe d’âge | Femmes |
| ------ | ------------ | ------ |
| 0,5    | 90 ou +      | 1,4    |
| 5,4    | 75-89 ans    | 7,2    |
| 12,9   | 60-74 ans    | 13,9   |
| 20     | 45-59 ans    | 19,4   |
| 19,9   | 30-44 ans    | 20,1   |
| 20     | 15-29 ans    | 18,2   |
| 21,3   | 0-14 ans     | 19,8   |

## Politique et administration

### Politique locale
La commune d'Ollainville est rattachée au canton d'Arpajon, représenté par les conseillers départementaux Dominique Bougraud (UDI) et Alexandre Touzet (UMP), à l'arrondissement de Palaiseau et pour partie à la quatrième circonscription de l'Essonne, représentée par le député Marie-Pierre Rixain (LREM). La commune est le siège de la communauté de communes de l'Arpajonnais qui regroupe quatorze communes.
L'Insee attribue à la commune le code 91 3 01 461. La commune d'Ollainville est enregistrée au répertoire des entreprises sous le code SIREN 219 104 619. Son activité est enregistrée sous le code APE 8411Z.

### Tendances et résultats politiques
Élections présidentielles, résultats des deuxièmes tours :
- Élection présidentielle de 2002 : 83,94 % pour Jacques Chirac (RPR), 16,06 % pour Jean-Marie Le Pen (FN), 84,67 % de participation[41].
- Élection présidentielle de 2007 : 57,80 % pour Nicolas Sarkozy (UMP), 42,20 % pour Ségolène Royal (PS), 87,36 % de participation[42].
- Élection présidentielle de 2012 : 55,58 % pour Nicolas Sarkozy (UMP), 44,42 % pour François Hollande (PS), 85,70 % de participation[43].
- Élection présidentielle de 2017 : 64,42% pour Emmanuel Macron (LREM), 35,58% pour Marine Le Pen (FN), 87,18% de participation[44].
- Élection présidentielle de 2022 : 53,83 % pour Emmanuel Macron (LREM), 46,17 % pour Marine Le Pen (FN), 69,78 % de participation[45].

Élections législatives, résultats des deuxièmes tours :
- Élections législatives de 2002 : 53,20 % pour Geneviève Colot (UMP), 46,80 % pour Yves Tavernier (PS), 62,87 % de participation[46].
- Élections législatives de 2007 : 60,46 % pour Geneviève Colot (UMP), 39,54 % pour Brigitte Zins (PS), 60,82 % de participation[47].
- Élections législatives de 2012 : 53,11 % pour Nathalie Kosciusko-Morizet (UMP), 46,89 % pour Olivier Thomas (PS), 62,06 % de participation[48].
- Élections législatives de 2017 : 56,56 % pour Marie-Pierre RIXAIN (REM), 43,44 % pour Agnès EVREN (LR), 88,61% de participation[49].

Élections européennes, résultats des deux meilleurs scores :
- Élections européennes de 2004 : 28,49 % pour Harlem Désir (PS), 12,35 % pour Patrick Gaubert (UMP), 45,18 % de participation[50].
- Élections européennes de 2009 : 29,11 % pour Michel Barnier (UMP), 15,36 % pour Daniel Cohn-Bendit (Europe Écologie), 43,50 % de participation[51].
- Élections européennes de 2014 :  25,66 % pour Aymeric CHAUPRADE (FN), 19,32 % pour Alain LAMASSOURE (UMP), 46,90 % de participation[52].
- Élections européennes de 2019 : 22,05 % pour Jordan BARDELLA (RN), 19,06 % pour Nathalie LOISEAU (LREM), 53,39 % de participation[53].
- Élections européennes de 2024 : 37,86 % pour Jordan BARDELLA (RN), 12,29 % pour Raphaël Glucksmann (PP), 52,54 % de participation[54].

Élections régionales, résultats des deux meilleurs scores :
- Élections régionales de 2004 : 47,82 % pour Jean-Paul Huchon (PS), 39,94 % pour Jean-François Copé (UMP), 68,44 % de participation[55].
- Élections régionales de 2010 : 54,48 % pour Jean-Paul Huchon (PS), 45,52 % pour Valérie Pécresse (UMP), 49,15 % de participation[56].

Élections cantonales, résultats des deuxièmes tours :
- Élections cantonales de 2004 : 50,99 % pour Monique Goguelat (PS), 49,01 % pour Philippe Le Fol (DVD), 66,87 % de participation[57].
- Élections cantonales de 2011 : 57,96 % pour Pascal Fournier (PS), 42,04 % pour Bernard Despalins (FN), 47,70 % de participation[58].

Élections municipales, résultats des deuxièmes tours :
- Élections municipales de 2001 : données manquantes[59].
- Élections municipales de 2008 : 70,16 % pour Pierre Dodoz (DVG) élu au premier tour, 29,84 % pour Philippe Joly (UMP), 66,52 % de participation[60].
- Élections municipales de 2014 : 64,96 % pour Jean-Michel GIRAUDEAU (LDVG) élu au premier tour, 35,03 % pour Philippe Joly (LDVD), 61,91 % de participation[61].
- Élections municipales de 2020 : 75,33 % pour Jean-Michel GIRAUDEAU (LDVG) élu au premier tour, 24,66 % pour Philippe Joly (LDID), 42,54 % de participation[62].

Référendums :
- Référendum de 2000 relatif au quinquennat présidentiel : 74,62 % pour le Oui, 25,38 % pour le Non, 32,18 % de participation[63].
- Référendum de 2005 relatif au traité établissant une Constitution pour l'Europe : 50,84 % pour le Non, 49,16 % pour le Oui, 74,60 % de participation[64].

### Enseignement

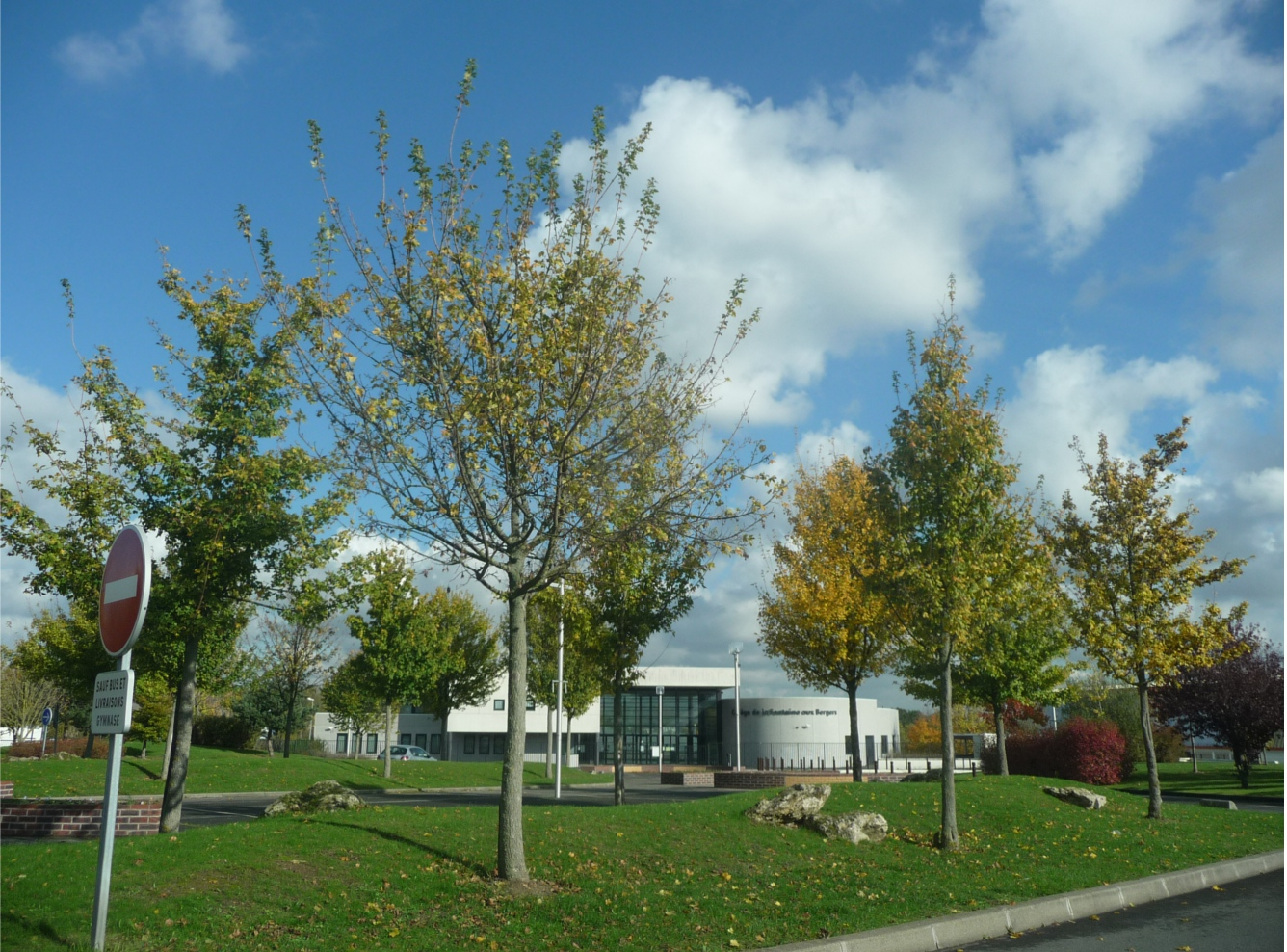
Le collège La Fontaine-aux-Bergers.

Les élèves d'Ollainville sont rattachés à l'académie de Versailles. La commune dispose sur son territoire des écoles maternelles des Boutons-d'Or et Pierre-de-Ronsard et des écoles élémentaires la Roche et Jacques-Prévert et du collège de la Fontaine-aux-Bergers.

### Services publics
La commune dispose sur son territoire d'une agence postale.
La base militaire du 121e régiment du train est principalement située à Ollainville, ainsi qu'à Bruyères-le-Châtel.

### Jumelages
| Ollainville Tutbury |

Ollainville a développé des associations de jumelage avec :
- Tutbury (Royaume-Uni) depuis 2001, en anglais Tutbury, située à 548 kilomètres[69].

## Vie quotidienne à Ollainville

### Culture
- La commune est le lieu d'implantation de la Compagnie Daru dite Daru-Thémpô.

### Sports
L'Association sportive d'Ollainville (ASO) est un regroupement de sports pratiqués dans la commune d'Ollainville :
- Football : la ville d'Ollainville est représentée dans trois catégories dans le département : celle des débutants (né entre 2000 et 2001), celle des poussins (nés entre 1999 et 1998) et des vétérans (nés entre 1901 et 1972).
- Judo
- Pétanque
- Tennis de table
- Gymnastique
- Volley-ball : Ollainville a des équipes féminine et masculine de volley-ball en excellence.
- Basket-ball
- Tir sportif : la section tir d'Ollainville[71] est ouverte à tous dès 7 ans. Leurs tireurs participent à des compétitions d'échelon national, tant en individuel qu'en équipe.

### Lieux de culte
La paroisse catholique d'Ollainville est rattachée au secteur pastoral des Trois-Vallées-Arpajon et au diocèse d'Évry-Corbeil-Essonnes. Elle dispose de l'église Notre-Dame de Lourdes.

### Médias
L'hebdomadaire Le Républicain relate les informations locales. La commune est en outre dans le bassin d'émission des chaînes de télévision France 3 Paris Île-de-France Centre, IDF1 et Téléssonne intégré à Télif.

## Économie
Une usine d'épuration a été inaugurée en 2010 sur le site du Moulin-Neuf. Intercommunale, la station a une capacité de 60 000 équivalent-habitant et rejette une eau de qualité « eau de baignade ». Les boues sont évacuées dans des plates-formes de compostage dans l'Eure et l'Essonne.

### Emplois, revenus et niveau de vie
En 2006, le revenu fiscal médian par ménage était de 22 750 €, ce qui plaçait la commune au 1 054e rang parmi les 30 687 communes de plus de cinquante ménages que compte le pays et au 97e rang départemental.
| Répartition des emplois par catégories socioprofessionnelles en 2006. |              |                                           |                                                   |                            |                          |                           |
|                                                                       | Agriculteurs | Artisans, commerçants, chefs d’entreprise | Cadres et professions intellectuelles supérieures | Professions intermédiaires | Employés                 | Ouvriers                  |
| Ollainville                                                           | 1,0 %        | 4,2 %                                     | 14,1 %                                            | 23,0 %                     | 40,9 %                   | 16,8 %                    |
| Zone d'emploi de Dourdan                                              | 0,7 %        | 6,0 %                                     | 18,9 %                                            | 28,5 %                     | 26,3 %                   | 19,6 %                    |
| Moyenne nationale                                                     | 2,2 %        | 6,0 %                                     | 15,4 %                                            | 24,6 %                     | 28,7 %                   | 23,2 %                    |
| Répartition des emplois par secteurs d’activités en 2006.             |              |                                           |                                                   |                            |                          |                           |
|                                                                       | Agriculture  | Industrie                                 | Construction                                      | Commerce                   | Services aux entreprises | Services aux particuliers |
| Ollainville                                                           | 1,8 %        | 20,6 %                                    | 6,8 %                                             | 3,4 %                      | 5,8 %                    | 2,3 %                     |
| Zone d'emploi de Dourdan                                              | 1,7 %        | 10,4 %                                    | 7,5 %                                             | 11,8 %                     | 21,6 %                   | 6,9 %                     |
| Moyenne nationale                                                     | 3,5 %        | 15,2 %                                    | 6,4 %                                             | 13,3 %                     | 13,3 %                   | 7,6 %                     |
| Sources : Insee,                                                      |              |                                           |                                                   |                            |                          |                           |

## Culture locale et patrimoine

### Patrimoine environnemental
Les bois au nord du territoire, les champs à proximité du hameau de la Roche et les berges de l'Orge ont été recensés au titre des espaces naturels sensibles par le conseil départemental de l'Essonne.
La commune est traversée par le sentier de petite randonnée (PR 25) sur 3,6 km depuis la gare SNCF d'Égly. Il continue sa boucle de 13 km en passant par Bruyères-le-Chatel et le bassin de retenue de l'Orge pour revenir à la gare.
La commune a été récompensée par deux fleurs au concours des villes et villages fleuris.

### Lieux et monuments
- Le « château » d'Ollainville, rue de La Roche, construit au XIXe siècle, est de taille modeste. La mairie fut édifiée à la même époque. Deux bâtiments scolaires existent, celui du hameau éloigné de la Roche (1938) et celui du Centre (1950). La chapelle Notre-Dame-de-Lourdes, d'architecture moderne, date de 1960 avec des extensions en 1986 et 1997[80].
- Une partie de l'autodrome de Linas-Montlhéry est situé sur le territoire de la commune d'Ollainville.

### Personnalités liées à la commune
Différents personnages publics sont nés, décédés ou ont vécu à Ollainville :
- Charles Eugène Gabriel de La Croix de Castries (1727-1801), maréchal de France, y vécut ;
- Gilbert Louis Robinet Duteil d'Ozane (1746-1826), Général français de la Révolution et de l'Empire, Chevalier de l'Empire, Officier de la Légion d'Honneur, Chevalier de Saint-Louis, y meurt.

### Héraldique
| Blason de Ollainville (Essonne) | Blason  | Écartelé : au premier de sinople aux trois épis de blé d'or rangés en fasce, au deuxième d'azur aux deux fasces ondées abaissées d'or, à la tulipe de gueules tigée et feuillée de sinople brochant sur le tout, au troisième d'or aux deux fasces ondées haussées d'azur, à l'usine stylisée de deux cheminées de gueules brochant sur le tout, au quatrième d'or aux deux feuilles d'aulne de sinople posées en fasce tête-bêche accolées l'une sur l'autre. |
| Blason de Ollainville (Essonne) | Détails | |